# Corte suprema (Polonia)

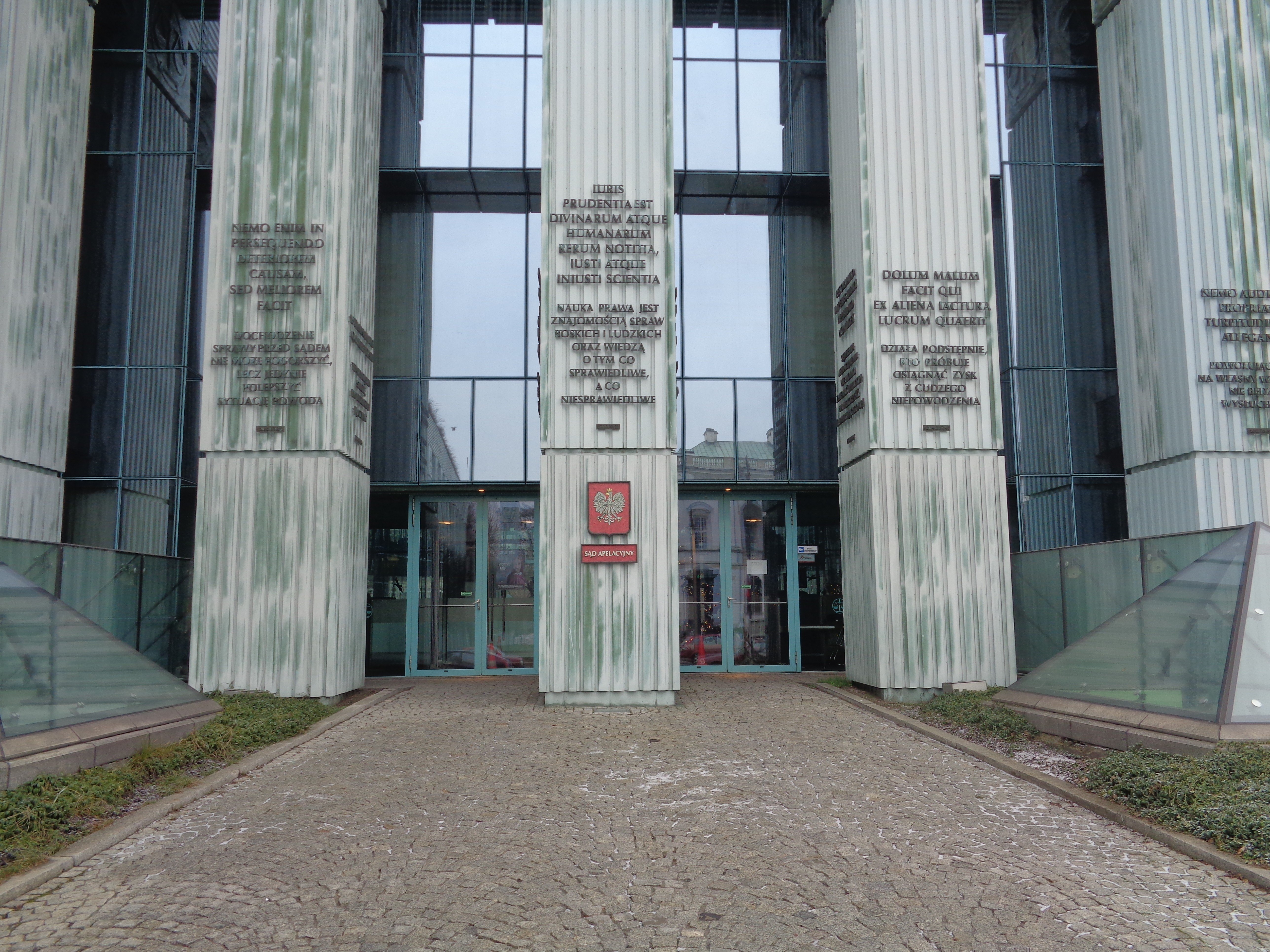
Ingresso della Corte suprema

La Corte suprema (in polacco: Sąd Najwyższy), nell'ordinamento giuridico polacco, è la corte di ultima istanza della giurisdizione ordinaria.

## Competenza
La Corte suprema giudica avverso le sentenze emesse nei:
- tribunali generali (quelli di distretto, regionali e di appello). Questi tribunali giudicano in materie civili, penali, di famiglia e nel lavoro.
- tribunali militari, che trattano problemi riguardanti reati commessi da soldati in servizio, impiegati civili in unità militari e prigionieri di guerra.

Approva anche risoluzioni per rendere più chiare le ordinanze legali e per risolvere alcune dispute in casi specifici. La Corte suprema si trova a Varsavia. 

## Composizione
Il presidente della Polonia nomina i giudici della Corte suprema per un periodo indefinito; la nomina si svolge su richiesta del Consiglio nazionale della magistratura (l'organo di autogoverno della magistratura in Polonia, affine al Consiglio Superiore della Magistratura in Italia). Il presidente sceglie anche il capo della Giustizia della Repubblica di Polonia tra i candidati presentati dall'Assemblea generale della Corte suprema. Il capo della Giustizia rimane in carica per sei anni, anche se il compito può essergli tolto dal Sejm su mozione di sfiducia da parte del presidente della Repubblica. L'attuale capo della Giustizia è Małgorzata Manowska.